# 1769 au Québec
Cet article traite des événements survenus en 1769 au Québec. 

## Événements

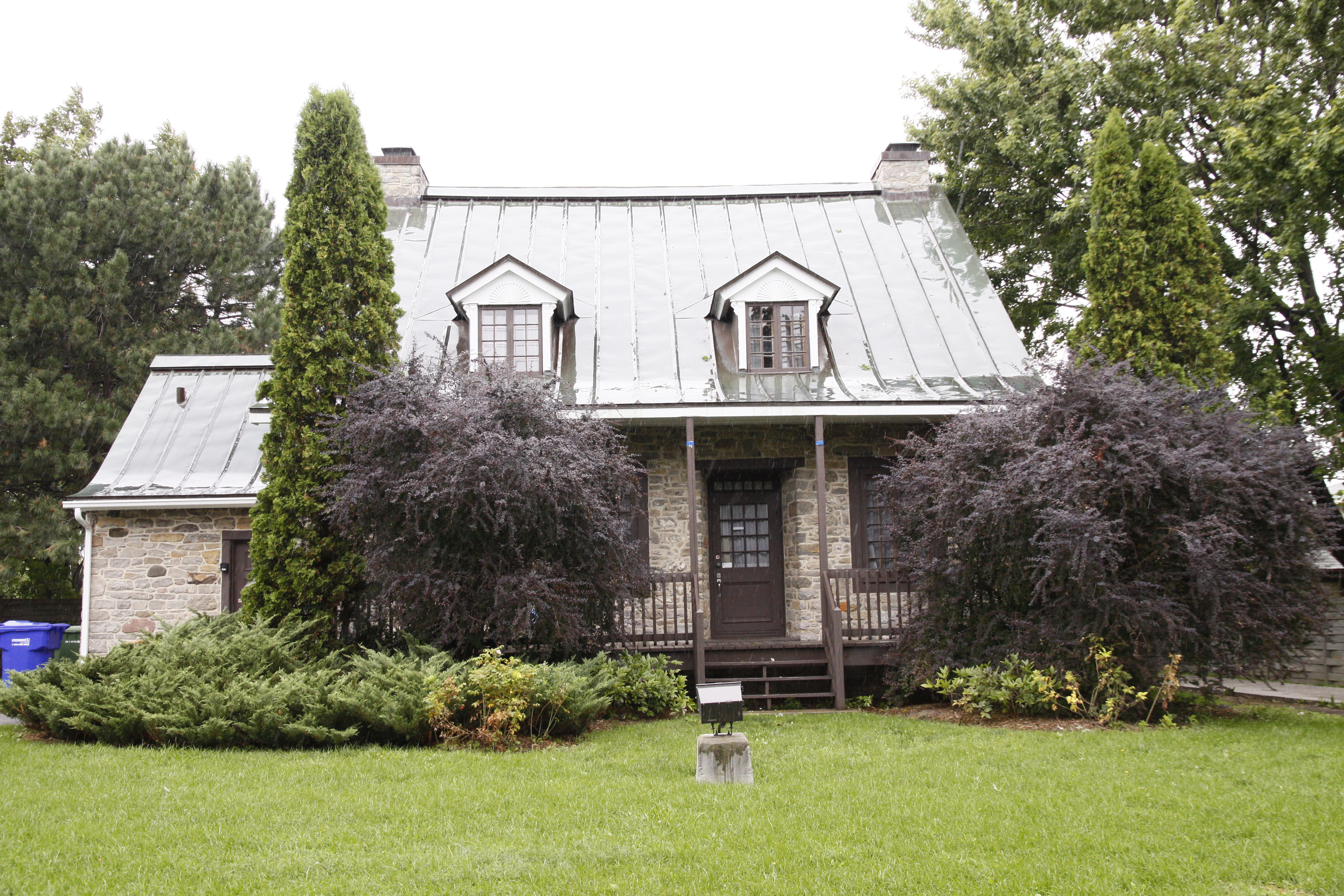
Maison Hyacinthe-Jamme-Dit-Carrière à Montréal construite en 1769

- 30 mai : Le conseil privé de Londres décrète que l'Île Saint-Jean forme une colonie avec son propre gouvernement séparée de la Nouvelle-Écosse. Son premier gouverneur est Walter Patterson. .
- Juin : observation du transit de Vénus par William Wales à la Baie d'Hudson.
- La Congrégation de Notre-Dame de Montréal achète la totalité de ce qui va s'appeler l'Île des Sœurs près de Montréal.

## Naissances
- 4 juin : James Cuthbert, seigneur et homme politique.
- 29 juin : Mathew Bell, homme d'affaires et homme politique.
- 6 octobre : Sir Isaac Brock, général.
- 12 octobre : George Waters Allsopp (commerçant et homme politique) (décédé le 28 septembre 1837 au Québec)

## Décès
- 20 avril : Pontiac (Outaouais), chef indien.
- 8 mai : Pierre Pouchot, militaire français.
- 3 juillet : Ambroise Rouillard, prêtre.